# Jamiel
Jamiel is een jongensnaam en komt uit het Arabisch. Het is een variant van Jamal. 

## Personen met de voornaam Jamiel
- Jamiel Chagra
- Jamiel Shaw Jr